# Tricentra irregularis
Tricentra irregularis là một loài bướm đêm trong họ Geometridae.